# Виктор Амброс
Виктор Амброс (на английски: Victor Ambros) е американски биолог.
Роден е на 1 декември 1953 година в Хановер, Ню Хампшър, в семейството на полски бежанец от Втората световна война. През 1975 година получава бакалавърска степен по биология в Масачузетския технологичен институт, където през 1979 година защитава и докторат. Работи в областта на биологията на развитието, последователно в Масачузетския технологичен институт (1979 – 1984), Харвардския университет (1984 – 1992), Колежа „Дартмут“ (1992 – 2008) и Устърската фондация за биомедицински изследвания (от 2008).
През 2024 година Виктор Амброс получава – заедно с Гари Ръвкън – Нобелова награда за физиология или медицина за откриването на микроРНК и нейната ролята в генната регулация.